# 卡雅泽里尼亚斯
卡雅泽里尼亚斯是巴西帕拉伊巴州的一个市镇。总面积287.891平方公里，总人口2671人，人口密度9.3人/平方公里。